# Ernest Deseille
Pour les articles homonymes, voir Deseille.
Ernest Deseille est un historien français né à Boulogne-sur-Mer le 14 mai 1835 et décédé à Pont-de-Briques le 21 août 1889. Il fut archiviste de la ville de Boulogne-sur-Mer.